# نداء شرارة
نداء شرارة (ولدت 28 ديسمبر 1993م) مغنية أردنية حاصلة على لقب ذا فويس: أحلى صوت (الموسم الثالث) عام 2015، حين نالت نسبة من التصويت تفوقت بها على حمزة الفضلاوي وعلي يوسف وكريستين سعيد من لبنان. وتميَّزت عن كل المتسابقات بارتدائها الحجاب، طَوال المسابقة. وقد لاقت الكثير من الانتقادات بسبب غنائها بالحجاب حتى بعد فوزها باللقب، وتلقَّت عرضًا من أحد رجال الأعمال بدعمها دعمًا فنيًّا كاملًا بشرط الاستمرار بارتداء الحجاب.

## حياتها
وُلدت نداء شرارة في عمَّان، يوم 28 ديسمبر 1993م، ونشأت في حي القويسمة شرقي العاصمة الأردنية. وهي حاصلة على درجة الدبلوم في التربية الخاصَّة، ظلَّت في منزلها مدَّة ثلاث سنوات دون ممارسة الغناء، بسبب عدم نجاحها في مسابقات مواهب غنائية، شاركت فيها سابقًا، لأن حكَّامها تعمَّدوا عدم إنجاحها برغم موهبتها لكونها محجَّبة. وقبل مشاركتها في برنامح "ذا فويس"، كانت تخاف من كونها محجَّبة وتحب الغناء، لأنها خرجت من مجتمع محافظ جدًّا يفرض قيودًا على السيدات، مع خوف والدَيها من نظرة المجتمع.
عملت مدرِّسةً للأطفال ذوي الاحتياجات الخاصَّة، وكانت تمضي معظم وقتها في المنزل بين الكتابة والتلحين والدندنة والغناء. وتمتلك مواهبَ أخرى إلى جانب موهبة الغناء، منها موهبة التقليد؛ وقد كشفت عن هذه الموهبة في كواليس البرنامج بتقليدها الفنانين في جلسة مع أصدقائها، وتتقن أيضًا موهبة الكتابة والتلحين، وسبق أن أصدرت أغانيَ عديدة من كتابتها وتلحينها.

## مشوارها الفني
بدايتها كانت من خلال تقديم أغان عدة مع فرقة عمون للتراث والفنون مديرها ناصر الترك، من خلال مهرجانات متعددة منها مهرجان الأغنية الأردنية، أوبريت الملك المعزز، ووقفت على خشبات العديد من المسارح الأردنية كالمركز الثقافي الملكي. وقد شاركت في مهرجان فلسطين الدولي للرقص والموسيقى في 2023 بقيادة المايسترو يعقوب الاطرش، حيث انها كانت اول مشاركة لها في فلسطين.

### حملة نداء الأمل
في سبتمبر 2016 أطلقت مبادرة" نداء الأمل"، التي تهدف إلى مساعدة ذوي الاحتياجات الخاصة واستثمار قدراتهم الخاصة.

## مشاركتها في ذا فويس معارضة والدها دخول الفن
شاركت نداء في برنامج المواهب الغنائية ذا فويس عام 2015 بدعم من والدتها وجدها وأحد أعمامها.
ومعارضة والدها نمر شرارة
غياب والدها المبكر دفع مدربتها الفنانة شيرين عبد الوهاب للكشف علنا بعد فوزها عن عدم تضامن والدها الغائب، لكنه رد عليها معبرا عن تقديره ليس فقط لموهبة ابنته ولكن لرعاية فنانة معروفة. وأوضح عن خلاف عائلي بسيط تم تجاوزه ودفعه لعدم التواصل مع ابنته خلال مشاركتها في البرنامج في وقت مبكر، مشيرا إلى أن رحلة ابنته الأولى للمشاركة في لبنان تمت بدون التشاور معه ولأسباب عائلية، وأن ذلك قد أزعجه في البداية ودفعه لعدم التواصل مع ابنته التي كانت برعاية شقيقه والعائلة مما دفعه للاطمئنان.
وبأنه خلاف بسيط إجرائي «بسبب سفر ابنته بدون إبلاغه ليس أكثر ولا أقل»، مبديا شعوره بالاعتزاز بابنته وموهبتها خلافا لكل التكهنات التي تتحدث عنها وسائل الإعلام، واصفا ابنته بأنها مثال حي للالتزام والسلوك القويم، ورافضا الإقرار بوجود خلافات معها أصلا.
الأب كشف أيضا بأن ابنته لم تحظ بأي دعم رسمي، و» أن الإعلام الأردني قد تجاهلها للأسف»، وهي مسألة سبق أن اشارت لها مدربتها المصرية شيرين عندما طالبت قبل نحو أسبوعين الملكة رانيا العبد الله بدعم ممثلة الأردن في المسابقة إياها.
وفي فجر الأحد كانت أول من هنأ بفوزها بلقب أحلى صوت 

## لقب ذا فويس
فازت نداء باول لقب لها، في برنامج ذا فويس حيث حققت بالحلقة النهائية التي تضم أربعة متسابقين، أعلى نسبة تصويت مقارنة بزملائها، إذ حصلت على 46.88 بالمئة فيما حاز علي يوسف 22,12 بالمئة وحصل حمزة الفضلاوي على 22,07 % وحصلت كريستين سعيد على 08,93 بالمئة 

## إشاعة خلعها الحجاب
في أغسطس 2016 طالتها شائعة تخليها عن الحجاب، بعد حفلها في مهرجان جرش ونشرت حينها تدوينة طويلة عبر حسابها الرسمي أكّدت فيها تمسكها بحجابها قائلة: “أنا من تمسكت بحلم ومبدأ، لست ممن يعشقون التنازل من أجل الحصول على شيء، كل ما عليك أن تستمتع بصوتي فقط، لا أن تقيمني”.

## فنانات غنين بالحجاب
بعد فوزها بلقب ذا فويس، بدأ البحث في امور كثيرة تخص الغناء بالحجاب حيث تبين بعدما بحث الجمهور في الأمر أنها ليست الوحيدة التي غنت بحجابها بل هنالك فنانات أخريات من بينهم الفنانة المعتزلة منى عبد الغني والفنانة شاهيناز وعايدة الأيوبي، والمطربة السورية بتول بني.

## ألبومات
- 2018: بعدو عطرك[13]

## أغنيات منفردة
- 2015: سهرانة أنا
- 2019 : درجات
- 2019 :حبيتك بالتلاته
- 2019: بس يقبرني
- 2020 :شروط
- 2021: قالهالي
- 2021:انت فرحه
- 2022:احب اسمي
- 2022:اكتم
- 2023 :ست البنات
- 2023: جايين نباركلك
- 2023 :طمنها
- 2023 :قلبي يحبك
- 2023 :ومعاك
- 2016: أنا أردنية وأهدتها لجلالة الملك عبد الله الثاني بن الحسين بمناسبة يوم ميلاده

### أغاني مسلسلات
- 2024:حدوتة منسية

## المهرجانات التي شاركت بها
- 2016،2021:مهرجان جرش  الأردن[14]
- 2016: مهرجان الموسيقى العربية بدار الأوبرا المصرية  مصر